# 伊藤栄寿
伊藤 栄寿（いとう ひでとし、1978年 - ）は、日本の民法学者。専攻は物権法、区分所有法、マンション法。上智大学教授を経て、法政大学教授。日本マンション学会研究奨励賞受賞。

## 人物・経歴
愛知県生まれ。2001年名古屋大学法学部卒業。2003年名古屋大学大学院法学研究科博士前期課程修了。2006年同博士後期課程単位取得退学。2009年「区分所有者に対する団体的拘束の根拠と限界 : 区分所有における所有法と団体法の交錯」で名古屋大学博士（法学）。2006年名古屋大学大学院法学研究科特任講師、2007年愛知学院大学法学部専任講師。2010年同准教授。2012年上智大学法学部地球環境法学科准教授。2017年同教授。2024年法政大学法学部法律学科教授、法務省司法試験予備試験考査委員、東京都公益認定等審議会委員、地方自治研究機構自治体法務研究会委員。物権法、区分所有法、マンション法を専攻し、2013年には日本マンション学会研究奨励賞を受賞。

## 著書
- 『所有法と団体法の交錯－区分所有者に対する団体的拘束の根拠と限界－』成文堂 2011年